# 백철
백철(白鐵, 일본식 이름: 白矢世哲시라야 세테쓰, 1908년 3월 18일 ~ 1985년 10월 13일)은 한국의 문학평론가로, 본명은 백세철(白世哲)이다. 본관은 태인이다.

## 생애
그는 대한제국 평안북도 의주 지방의 소지주 집안에서 출생하였고 지난날 한때 대한제국 전라북도 정읍군 태인면에서 잠시 유아기를 보낸 적이 있으며 그 후 일제강점기 경기도 수원군 수원면에서 잠시 유년기를 보낸 적이 있는 그는 1927년 신의주고등보통학교를 졸업하고 일본에 유학하여 1930년 1월 초에 시인으로 첫 등단하였으며 그 후 1931년 도쿄 고등사범학교 영문학과에서 전문학사 학위 취득하였다. 그는 처음에 시인으로 첫 등단하였지만 1932년에 문학평론가로 전향하였으며 그 후 일제 강점기 후반 시절 천황(일본 군주)을 찬양하는 글들을 발표하며 친일파로 활동하였다.
도쿄에서 유학 생활을 하면서 전일본무산자예술연맹에 가담하여 프롤레타리아 문학 운동을 시작하였고, 당시 프로 시단의 최일선 동인지 《전위시인》에 시 〈9월 1일〉·〈우리들은 알았다 비라의 의미를〉, 평론 〈프롤레타리아 시이노가 실천문제〉를 발표하며 일본 문단에서 활약했다. 1931년 귀국한 뒤 잡지 《개벽》의 기자로 근무하면서 조선프롤레타리아예술가동맹 중앙위원으로서 해외문학파와의 논쟁에 참가했다. 마르셀 프루스트 류의 신심리주의를 비판하고 사실주의를 옹호하는 평론을 쓰며 카프에서 활발히 활동했다.
1934년 제2차 카프 검거 사건이 발생하여 백철도 체포되었다. 전주형무소에서 약 1년 반 동안 수감 생활을 겪고 난 뒤, 객관적 정세가 불리하게 변함에 따라 적절히 대응할 것을 주장하면서 지식인 계층에 관심을 기울이거나 휴머니즘에 대해 논하는 평론을 발표하여 문학적 경향의 변화를 보였다.
중일 전쟁 이후로 《매일신보》 학예부장과 베이징 지부장 등을 지내며 조선문인협회에 참가하는 등 친일 단체에서 활동했다. 유치진의 현대극장에 부설된 국민연극연구소에서 강사를 맡기도 했고, 조선문인보국회에는 평의원으로 가담했다. 쇼와 천황이 해군 함정을 돌아보는 광경을 묘사한 〈천황폐하 어친열 특별관함식 배관근기〉(1940) 등 총 14편의 친일 저작물도 발표 하였다. 
광복 후에는 서울대학교, 동국대학교, 중앙대학교에서 교수로 근무하였으며, 국제펜클럽 한국본부 위원장을 여러 차례 지냈다. 일제 강점기의 신경향파 평론은 문학을 사회적 영향 관계에 종속되는 것으로 파악했으나, 1950년대의 평론에서는 문학의 역할에 대한 견해가 우파적으로 변경되었다. 이때부터 미국의 신비평이론 등 외국의 문학이론을 소개하는 계몽적인 글을 발표하거나 이무영으로 대표되는 농민 소설의 재발견에 관심을 보였다.
1966년에 대한민국예술원 회원이 되었고, 대한민국 국문학계의 현대문학사 분야에서 많은 영향을 끼쳤다. 예술원상, 국민훈장 모란장, 서울시 문화상, 3·1문화상 등을 수상했다.

## 사후
2002년 발표된 친일 문학인 42인 명단과 2008년 발표된 민족문제연구소의 친일인명사전 수록예정자 명단 중 문학 부문에 들어 있으며 친일반민족행위진상규명위원회가 발표한 친일반민족행위 705인 명단에도 포함되었다.

## 가족관계
- 조부 : 원호(源浩, 1849년 ~ ? )[5]
  - 백부 : 연근(連根)
    - 종형 : 세보(世輔)

  - 부 :	무근(茂根, 1878년 ~ ? )
  - 백모 : 강릉 최씨(江陵崔氏) 최중희(崔重禧)의 女
  - 모 : 조근화(趙根嬅) 성건당(誠建堂) 충주 조씨(忠州趙氏), 조영록(趙永祿)의 女	
    - 형 : 백세명(白世明, 1899년 ~ 1970년) 천도교 고위간부
    - 형수 : 남원 양씨 (南原梁氏) 양봉하(梁奉河)의 女
    - 형수 : 밀양 박씨(密陽朴氏)
    - 동생 : 세옥(世沃, 1912년 ~ ? )

## 같이 보기
- 조선프롤레타리아예술가동맹

## 참고자료
- 권영민 (2004년 2월 25일). 《한국현대문학대사전》. 서울: 서울대학교출판부. 409~410쪽쪽. ISBN 89-521-0461-7.
- 반민족문제연구소 (1995년 7월 1일). 〈백철 : 인간탐구론자에서 국민문학론자로 (김재용)〉. 《친일파 99인 (3)》. 서울: 돌베개. ISBN 89-7199-013-9.
- 성주현 (2004년 9월). “천도교 인물열전⑤ - 백철”. 《신인간》. [깨진 링크(과거 내용 찾기)]